# Isoetes fuscomarginata
Isoetes fuscomarginata är en kärlväxtart som beskrevs av Hans Peter Fuchs. Isoetes fuscomarginata ingår i släktet braxengräs, och familjen Isoetaceae. Inga underarter finns listade i Catalogue of Life.